# Island Falls
Island Falls és una població dels Estats Units a l'estat de Maine (EUA). Segons el cens del 2000 tenia 793 habitants.

## Demografia
Segons el cens del 2000, Island Falls tenia 793 habitants, 346 habitatges, i 229 famílies. La densitat de població era de 8,5 habitants/km².
Dels 346 habitatges en un 26,9% hi vivien nens de menys de 18 anys, en un 55,2% hi vivien parelles casades, en un 8,7% dones solteres, i en un 33,8% no eren unitats familiars. En el 28,6% dels habitatges hi vivien persones soles el 14,2% de les quals corresponia a persones de 65 anys o més que vivien soles. El nombre mitjà de persones vivint en cada habitatge era de 2,29 i el nombre mitjà de persones que vivien en cada família era de 2,81.
Per edats la població es repartia de la següent manera: un 21,1% tenia menys de 18 anys, un 8,6% entre 18 i 24, un 24,1% entre 25 i 44, un 28,1% de 45 a 60 i un 18,2% 65 anys o més.
L'edat mediana era de 43 anys. Per cada 100 dones de 18 o més anys hi havia 92 homes.
La renda mediana per habitatge era de 27.083 $ i la renda mediana per família de 35.375 $. Els homes tenien una renda mediana de 32.019 $ mentre que les dones 19.028 $. La renda per capita de la població era de 15.132 $. Entorn del 10,5% de les famílies i el 14,2% de la població estaven per davall del llindar de pobresa.